# شارع ليبرتي (مانهاتن)
شارع ليبرتي (Liberty Street) هو شارع يقع في مدينة نيويورك ويمتد من وسط مانهاتن السفلى من جهة الغرب إلى ما يقارب النهر الشرقي من جهة الشرق. يحد الشارع العديد من المواقع والمعالم المهمة، مثل:
- مبنى 28 ليبرتي ستريت
- مبنى البنك الاحتياطي الفيدرالي
- برج ليبرتي (Liberty Tower)
- مبنى غرفة التجارة
- 140 برودواي
- مبني وان ليبرتي بلازا One Liberty Plaza
- متنزه ليبرتي بلازا
- مركز التجارة العالمي
- المركز المالي العالمي
- مجمع Gateway Plaza
- متنزه Liberty Park
- مرسى North Cove Marina
- مركز إدارة إطفاء نيويورك [1]

## تاريخ
قبل الثورة الأمريكية، كان شارع ليبرتي يُعرف باسم شارع كراون، وكان يتألف من شارع ليبرتي الحالي، بالإضافة إلى شارع ميدن لين الحالي بين شارعي ليبرتي وبيرل. تم تغيير اسمه إلى شارع ليبرتي عام 1793 ، مع إضافة الجزء الشرقي من التقاطع إلى شارع ميدن لين.
في أواخر ستينيات القرن العشرين، هُدمت جميع المباني الممتدة على طول الجانب الشمالي من الشارع من شارع تشيرش إلى شارع ويست لإفساح المجال لمركز التجارة العالمي. تعرض الجزء الغربي من الشارع لأضرار جسيمة جراء هجمات11 سبتمبر.، و أيضا تعرض مبنى بنك دويتشه الواقع في 130 شارع ليبرتي لأضرار جسيمة، ثم هُدم لاحقًا. كما تضررت مبانٍ أخرى في شارع ليبرتي جراء هذة الأحداث. واستُخدم مطعم برجر كنج الواقع على الزاوية كمقر مؤقت لشرطة نيويورك في الأيام التي تلت الهجمات. ومنذ ذلك الحين، أُعيد تطوير موقع مركز التجارة العالمي ليصبح مركز التجارة العالمي (2001–الآن).